# Georg Andrä
Gottfried Georg Andrä (* 25. November 1851 in Schönefeld; † 30. April 1923 in Braunsdorf) war ein deutscher Rittergutsbesitzer, Geheimer Ökonomierat und konservativer Politiker.

## Leben und Wirken

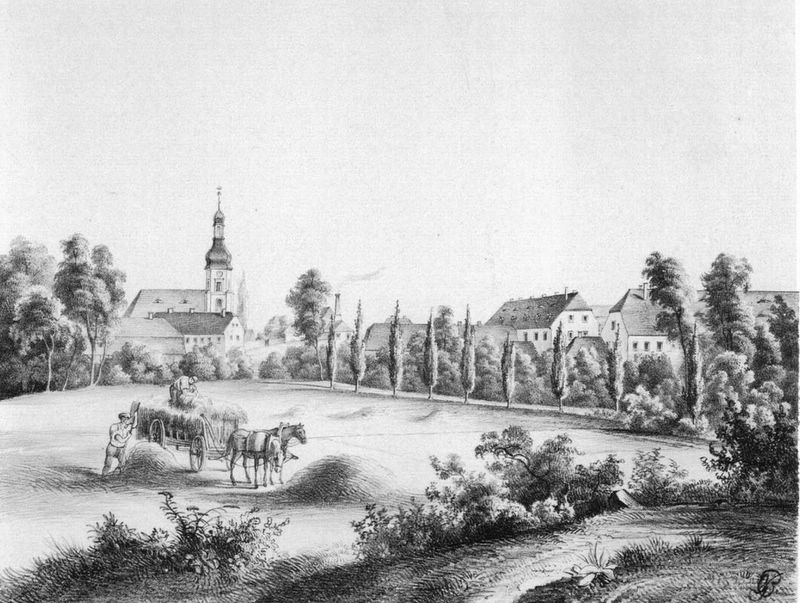
Andrä wurde auf dem Rittergut Schönefeld geboren

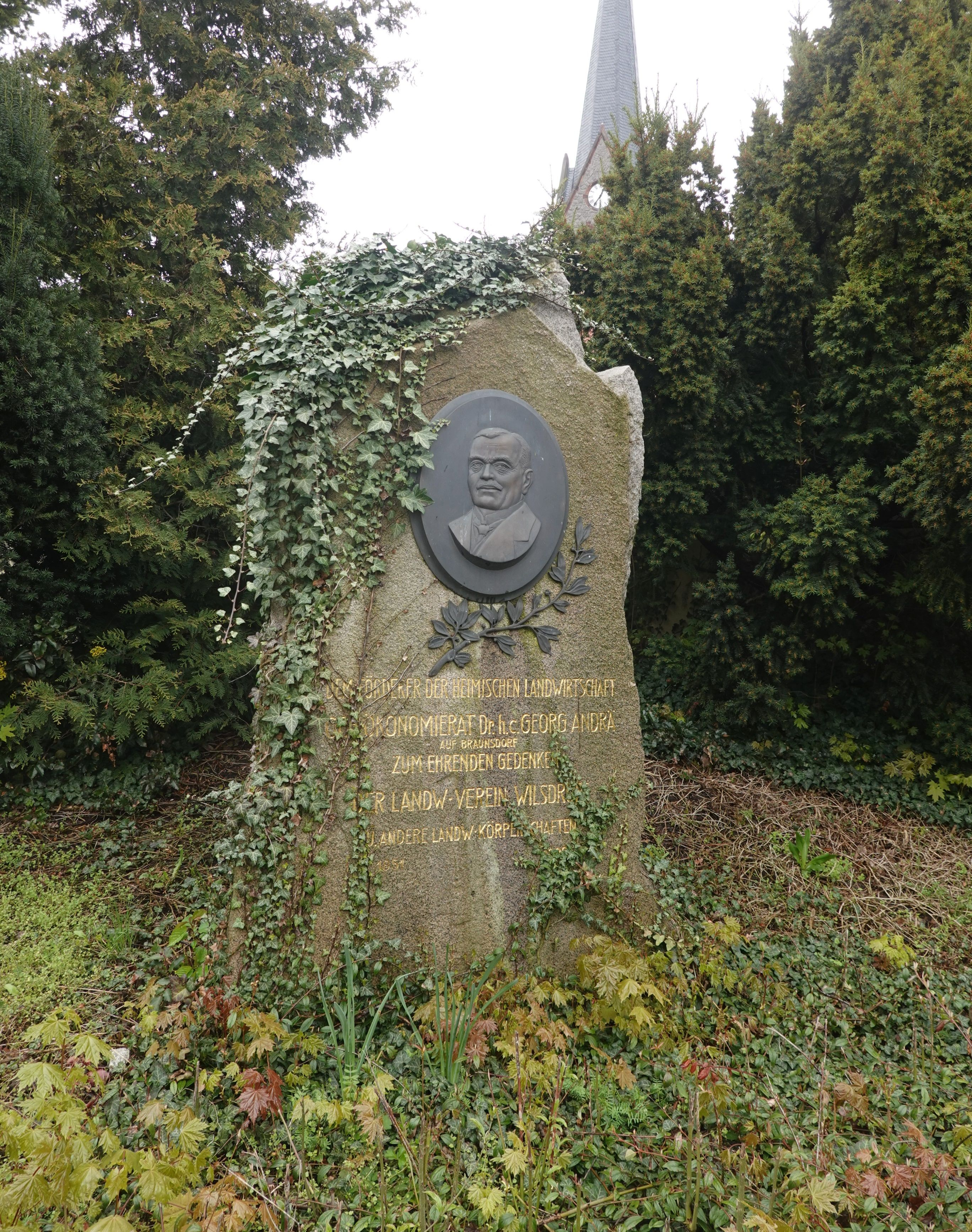
Gedenkstein für Georg Andrä in Wilsdruff

Der Sohn des Rittergutspächters Friedrich Ferdinand Andrä auf dem Schönefeld besuchte bis 1866 das Freimaurerinstitut in Dresden. Er schloss bis 1868 eine weiterführende Bildung an der Realschule in Leipzig an und war anschließend von 1868 bis September 1870 Eleve auf dem Rittergut Mühlbach bei Wurzen. Von Oktober 1870 bis September 1871 diente er ein Jahr als Freiwilliger bei einem Gardereiter-Regiment. Von Oktober 1871 an arbeitete er als Volontär auf verschiedenen Gütern, bevor er 1874 als Inspektor auf dem Rittergut Frankenhausen eingesetzt wurde. 1876 nahm er ein landwirtschaftliches Studium an der Universität Halle auf und war von 1877 bis 1896 Pächter des Ritterguts Limbach. 1887 konnte er zusätzlich das Rittergut Wilsdruff pachten und schließlich erwarb er 1890 das benachbarte Rittergut Braunsdorf, zu dem 216 Hektar Grundbesitz gehörten.
Auf seinem Landbesitz führte er neue Bewirtschaftungsmethoden ein und versuchte so Verbesserungen in die sächsische Landwirtschaft einzuführen. Die in seinem Muster- und Versuchsgut Braunsdorf gesammelten Erfahrungen und Versuchsergebnisse publizierte er in zahlreichen landwirtschaftlichen Abhandlungen. Besonders bemühte er sich um die Themen Fütterung und Futtermittel. Er untersuchte u. a. die Aufreuterung von Kleeheu, die Einrichtung einer „Allestrockenanlage“ zur Konservierung und Nutzung von Kartoffel-, Rüben- und anderen Blättern als Viehfutter und war einer der ersten Anwender einer Silage in Deutschland. Auch bei der Steigerung der Lebensmittelproduktion konnte er einige Erfolge erreichen. So gelang es ihm im Ersten Weltkrieg die Erträge auf seinen Gütern durch Einsatz von stickstoffhaltiger Jauche zu steigern.
Andrä bekleidete zahlreiche öffentliche Ämter. Ab 1898 war er Landesdelegierter des Bundes der Landwirte und von 1894 bis 1902 stellvertretendes und anschließend bis 1922 ordentliches Mitglied des Verwaltungsrats des Landwirtschaftlichen Kreditvereins im Königreich Sachsen. Des Weiteren war er Gründer und Vorsitzender des landwirtschaftlichen Vereins in Wilsdruff und gehörte dem Aufsichtsrat der Sächsischen Landwirtschaftsbank an. Von 1897 bis zu seinem Tod bekleidete er das Amt des Vorsitzenden des Landwirtschaftlichen Kreditvereins der Residenzstadt Dresden. Er war Mitglied im Eisenbahnrat im Sächsischen Finanzministerium. Von 1890 an war er gewähltes Mitglied und von 1897 bis zu seinem Tod ordentliches Mitglied im Landeskulturrat. Dabei gehörte er ab 1902 dem ständigen Ausschuss an und fungierte 1919 bis 1922 als stellvertretender Vorsitzer und dann bis zu seinem Tod als Vorsitzender des Landeskulturrats.
Von 1899 bis 1909 gehörte er als Vertreter des 13. ländlichen Wahlkreises der II. Kammer des Sächsischen Landtags an. In einer Nachwahl für den verstorbenen Abgeordneten Ernst Emil Horst erlangte er am 25. April 1917 im 17. ländlichen Wahlkreis nochmals ein Landtagsmandat, das er bis zur Abschaffung der Monarchie im Königreich Sachsen im Rahmen der Novemberrevolution 1918 ausübte.

## Werke
- Was hat der Landwirt beim Ankauf oder bei Erpachtung eines Gutes zu berücksichtigen?. Dresden 1886
- Einige Dünger- und Düngungsfragen. Dresden 1887
- Die Waldblatterbse (Lathyrus silvestris), ihr Anbau und ihre Verwertung als Futter für Milchvieh. Berlin 1902
- Bericht über meine Landtagstätigkeit. Freiberg i. Sachsen 1909
- mit J. Vogel, Berichte über den in den Kriegsjahren 1915/16 auf Veranlassung des ständigen Ausschusses des Landeskulturrates für das Königreich Sachsen auf dem Rittergute Braunsdorf ausgeführten Versuch über Gewinnung, Behandlung und Anwendung der Jauche. Dresden 1916
- Mittel zur Selbständigmachung der deutschen Landwirtschaft. Dresden 1917
- Das Rittergut Braunsdorf. Dresden 1918.